# ПТ-76
Танкът ПТ-76 (на руски: плавающий танк-76, ПТ-76) е въведен на въоръжение в Съветската армия през 1954 г. Разработен е в периода 1949 г. – 1951 г. под ръководството на Ж. Котин.

## Модификации
Произвеждани са четири модификации на танка ПТ-76, които се различават по монтираното оръдие:
- ПТ-76 Модел 1 – с оръдие Д-56Т.
- ПТ-76 Модел 2 – с оръдие Д-56ТМ. Модернизиран дулен спирач на оръдието.
- ПТ-76 Модел 3 – с оръдие Д-56ТМ. Двуканален дулен спирач на оръдието.
- ПТ-76 Модел 4 (ПТ-76Б) – с оръдие Д-56С. Оръдието е стабилизирано и в двете плоскости. Танкът се произвежда от 1959 г.
- ПТ-76М – почти идентичен с ПТ-76Б. Има леко увеличение на размерите с цел по-добра плаваемост. На въоръжение в Морската пехота.

Танкът е произвеждан в Полша под същото име – ПТ-76. В полската модификация е добавена още една 7,62 мм. картечница и отделни люлки за командира и пълнача.
В средата на 70-те години на базата на ПТ-76 в Китай започва производството на танковете Тип 60 и Тип 63. Куполът е заменене с полусферичен и е монтирано 85 мм оръдие, китайско производство, височината на корпуса е по-голяма и екипажът се състои от 4 души.
Други бойни машини разработени на базата на ПТ-76:
- БТР-50П
- МТ-ЛБ
- ОТ-62 „Топаз“ (Чехия и Полша)
- ЗСУ-23-4
- САУ-85
- Ракетен комплекс „Луна“
- ЗРК „Куб“